# Bồng Lai (phường)
Bồng Lai là một phường thuộc tỉnh Bắc Ninh, Việt Nam.

## Địa lý
Phường Bồng Lai có vị trí địa lý:
- Phía đông giáp phường Đào Viên
- Phía tây giáp xã Chi Lăng
- Phía nam giáp các xã Đông Cứu và Đại Lai
- Phía bắc giáp các phường Quế Võ và Phương Liễu.

Phường Bồng Lai có diện tích 19,76 km², dân số 25.375 người, mật độ dân số đạt 1.284 người/km².

## Lịch sử
Trước đây, Bồng Lai là một xã thuộc huyện Quế Võ.
Ngày 13 tháng 2 năm 2023, Ủy ban Thường vụ Quốc hội ban hành Nghị quyết số 723/NQ-UBTVQH15 (nghị quyết có hiệu lực từ ngày 10 tháng 4 năm 2023). Theo đó, thành lập thị xã Quế Võ và thành lập phường Bồng Lai thuộc thị xã Quế Võ trên cơ sở toàn bộ 6,62 km² diện tích tự nhiên, 9.677 người của xã Bồng Lai.
Ngày 16 tháng 6 năm 2025, Ủy ban Thường vụ Quốc hội ban hành Nghị quyết số 1658/NQ-UBTVQH15 của UBTVQH về việc sắp xếp các đơn vị hành chính cấp xã của tỉnh Bắc Ninh năm 2025. Theo đó, sắp xếp toàn bộ diện tích tự nhiên, quy mô dân số của phường Cách Bi, phường Bồng Lai và xã Mộ Đạo thành phường mới có tên gọi là phường Bồng Lai.

## Địa chỉ trụ sở các cơ quan
- Trụ sở UBND phường: Khu phố Vũ Dương, phường Bồng Lai
- Trung tâm phục vụ hành chính công: Khu phố Vũ Dương, phường Bồng Lai
- Công an phường: Khu phố Trạc Nhiệt, phường Bồng Lai